# Wagstaffe Simmons
Wagstaffe Simmons (St Albans, 1866. december 21. – London, 1954. február 1.) angol nemzetközi labdarúgó-játékvezető. Teljes neve George Wagstaffe Simmons.

## Pályafutása
Az Angol labdarúgó-szövetség Játékvezető Bizottsága (JB) 1908-ban terjesztette fel nemzetközi játékvezetőnek, a Nemzetközi Labdarúgó-szövetség (FIFA) bíróinak keretébe. Több nemzetek közötti válogatott és klubmérkőzést vezetett. Az aktív nemzetközi játékvezetéstől 1913-ban búcsúzott.
Aktív tevékenysége alatt, majd utána a FA JB fizikai felkészítéséért volt felelős vezető.

## Statisztika

### Nemzetközi válogatott mérkőzései
| #  | Dátum            | Helyszín                    | Hazai        | Eredmény | Vendég      | Kiírás                | Gólok | Esemény |
| -- | ---------------- | --------------------------- | ------------ | -------- | ----------- | --------------------- | ----- | ------- |
| 1. | 1908. június 7.  | Bécs                        | Ausztria     | 3 – 2    | Németország | barátságos            | -     |         |
| 2. | 1909. május 30.  | Budapest, Millenáris-pálya  | Magyarország | 1 – 1    | Ausztria    | barátságos            | -     |         |
| 3. | 1912. június 29. | Stockholm, Olimpiai Stadion | Svédország   | 3 – 4    | Hollandia   | olimpia, első forduló | -     |         |
|    | Összesen         |                             |              | 3        | mérkőzés    |                       |       |         |

## Külső hivatkozások
- Wagstaffe Simmons. World Referee. [2012. július 7-i dátummal az eredetiből archiválva]. (Hozzáférés: 2012. április 2.)
- Wagstaffe Simmons. footballzz.com. (Hozzáférés: 2012. április 2.)
- Wagstaffe Simmons. eu-football.info. (Hozzáférés: 2012. április 2.)
- Wagstaffe Simmons. iffhs.de. (Hozzáférés: 2012. április 2.)